# Giuseppina Projetto
Giuseppina Projetto (épouse Frau ; 30 mai 1902 – 6 juillet 2018) était une supercentenaire italienne qui, décédée à l'âge de 116 ans et 37 jours, fut la doyenne des personnes vivantes en Italie depuis le décès de Marie Joséphine Gaudette le 13 juillet 2017, la doyenne des Européens, ainsi que la deuxième personne la plus âgée au monde dont l'âge a été vérifié depuis le décès de Nabi Tajima le 21 avril 2018, jusqu'à son propre décès le 6 juillet 2018. Elle était la dernière personne validée survivante née en 1902.

## Biographie
Née à La Maddalena, Giuseppina Projetto était d'origine sicilienne. Son grand-père maternel avait quitté la Sicile avec l'expédition de Giuseppe Garibaldi. Son père s'appelait Cicillo et elle avait quatre frères et sœurs. 
En 1946, elle épousa Giuseppe Frau, veuf et père de trois enfants. Cette année-là, Giuseppina s'installe à Florence, en Italie continentale, où elle vit avec l'une de ses filles, Julia, jusqu'à sa mort.
Giuseppina Projetto est devenue la doyenne des personnes nées en Italie après le décès d'Emma Morano le 15 avril 2017, la doyenne des personnes vivant en Italie après le décès de Marie-Joséphine Gaudette le 13 juillet 2017, et la doyenne des personnes vivant en Europe après le décès d'Ana Vela-Rubio le 15 décembre 2017. Le 30 mai 2018, Giuseppina Projetto a fêté ses 116 ans, devenant ainsi la deuxième Italienne à atteindre cet âge.
Projetto est décédée le 6 juillet 2018 à l'âge de 116 ans et 37 jours. Elle était la dernière personne validée encore en vie, née en 1902. Projetto est actuellement la troisième personne italienne validée la plus âgée de tous les temps, derrière Emma Morano-Martinuzzi et Maria Giuseppa Robucci-Nargiso.Au moment de son décès, Projetto vivait en Toscane avec sa belle-fille et ses petits-enfants.